# Sillyworld
"Sillyworld" é uma canção escrita e gravada pela banda Stone Sour.
É o terceiro single do segundo álbum de estúdio lançado a 31 de Julho de 2006, Come What(ever) May.

## Paradas
| Ano  | Parada            | Posição |
| ---- | ----------------- | ------- |
| 2007 | Alternative Songs | 21      |